# Call of Duty: United Offensive
Call of Duty: United Offensive (en español La Gran Ofensiva o más literalmente como Ofensiva Unida) es un pack de expansión para el famoso juego FPS Call of Duty. Ha sido desarrollado por Gray Matter Interactive, con contribuciones de Pi Studios, y distribuido por Activision. Fue lanzado para Microsoft Windows el 14 de septiembre de 2004.
Desde el 13 de octubre de 2006, el juego también ha estado disponible para la plataforma de videojuegos de Valve, Steam, debido a un acuerdo con su distribuidor, Activision.
Continuación del juego original, gran parte de la campaña estadounidense está influenciada por la serie Band of Brothers[cita requerida]. La misión de Sicilia está, por su parte, inspirada en la Operación Husky.

## Cambios en jugabilidad
El juego presenta misiones de un jugador solo centradas en torno a las tres principales fuerzas aliadas de la Segunda Guerra Mundial: los Estados Unidos (como el Cabo Scott Riley), el Reino Unido (como el Sargento James Doyle), y la Unión Soviética (como el recluta Yuri Petrenko), e incluye batallas históricas como la Batalla de las Ardenas, la Batalla de Kursk y la Operación Husky. Una introducción novedosa es la misión en la que el jugador se mete en el pellejo de un ametralladorista de bombardero, con varias ametralladoras Browning M2, a su disposición. Por otra parte, se han añadido nuevas capacidades al personaje protagonista, como la de desplegar ametralladoras ligeras, el uso del lanzallamas, el sprint, lo que hace que el personaje corra más rápido, pero a costa de no poder disparar sus armas, y la capacidad de "calentar" granadas para luego lanzarlas.
Los cambios más significativos del juego radican en el modo multijugador. Hay nuevos mapas más amplios que sus análogos del juego original y un nuevo sistema de bonificaciones. Aparte de esto, se incluyen nuevas armas y vehículos (como tanques y jeeps) (similar a "Battlefield 1942") para la campaña de un jugador.
Otra nota novedosa, relacionada con la caracterización de los personajes protagonistas, es la inclusión en las escenas de carga de fotografías de aquellos antes de la guerra, y de sus novias.

## Personajes

### Controlables
Cabo Scott Riley: Es un soldado, después cabo, de la 101° división aerotransportada del Ejército de los Estados Unidos. Lucha bajo el mando del Sargento Moody y el Capitán Foley.
 Sargento James Doyle: Es un artillero de la Real Fuerza Aérea Británica, a bordo de un Boeing B-17 Flying Fortress. Después de las 2 primeras misiones, se vuelve agente especial del SAS. También aparece como protagonista en las misiones británicas de Call Of Duty 3.
 Soldado Yuri Petrenko: Recluta del 1° Ejército de fusileros del Ejército Rojo soviético. Combate en el pelotón del Sargento Antanov. Este personaje resulta ser el hermano menor de Dimitri Petrenko, de Call of Duty World at War.

### No controlables
Capitán Foley: Es un capitán de la compañía 101° del ejército de los Estados Unidos, también es líder en el Call of Duty 1. Acompaña a Riley en algunas misiones.
 Sargento Moody: Es un sargento de la compañía 101° del ejército de los Estados Unidos, también es líder en el Call of Duty 1. Acompaña a Riley en la mayoría de las misiones.
 Soldado Anderson: Es un fusilero de apoyo de la compañía 101°, es muy bromista y tonto, pero siempre está decidido a ayudar a Riley.
 Soldado Whitney: Soldado del pelotón del sargento Moody, es el mejor amigo de Anderson y siempre está allí para ayudarlo.
  Mayor Gerald Ingram: Mayor del SAS británico. Aparece en Call of Duty 1 cuando debe ser rescatado de un campo de prisioneros, también aparece en Call of Duty 3 como protagonista.
 Sargento Sergei Antanov: Antanov es el sargento jefe principal en las trincheras de Kursk y líder de Yuri en las misiones. Entre sus soldados destacan Yuri, Semashko, Kolorov, Kulikov, Leonov y Bondarenko(muere en Járkov), todos ellos aparecen desde Kursk.
 Soldado Boris Semashko: Semashko es un soldado del pelotón de fusileros destinado a Kursk bajo el mando de Antanov. A partir de Ponyri no se lo ve con frecuencia, aunque es nombrado en las cartas que envía Yuri a Natasha.
 Soldado Miesha Kolorov: Kolorov es un soldado del pelotón de fusileros destinado a Kursk bajo el mando de Antanov. Es fácil reconocerlo ya que usa un bolso color madera que le cuelga del brazo izquierdo. Se encarga de las comunicaciones, por ejemplo: en Járkov es el encargado de solicitar artillería según las coordenadas que le da Yuri y de llamar a los ingenieros. Aparece desde la misión de Kursk.
 Cabo Vassili Kulikov:  Kulikov es el más veterano del pelotón, y ya era compañero de Antanov en Stalingrado. Aparece desde la misión de Kursk. 
 Capitán Vladimir Kolinsky:  Se encargó de reclutar a los mejores soldados que participaron en la batalla de Kursk, para transferirlos al 6.º Ejército de la Guardia y dirigirlos por las afueras de Prokhorovka para bloquear la huida alemana. Lleva 20 años en el Ejército Rojo. 
 Natasha: Natasha puede ser la hermana o pareja de Yuri Petrenko. Yuri le escribe cartas antes de emprender cada misión.

## Las misiones

### 1. El Ejército de los Estados Unidos de América
1.1. La patrulla 
En enero de 1945. Pocas semanas después de la ofensiva alemana desplegada en Bastogne, el personaje principal se encuentra junto a su escuadra a punto de realizar una patrulla rutinaria a unas cuantas millas del cuartel general. Pero lo que parecía un paseo por el bosque - a unos cuantos grados bajo cero - se convierte en una huida desesperada cuando el grupo es avistados por la punta de lanza de una nueva ofensiva. Deben regresar al cuartel general a bordo de un jeep a través de las líneas enemigas, disparando una ametralladora Browning M2. 
1.2. Los fosos de tirador 
El sargento Moody informa al mando de la nueva situación. En medio de la ofensiva de infantería y tanques que se viene encima, se toman posiciones en fosos atrincherados desde donde se debe aguantar y mantener la línea de defensa con distintas armas disponibles: un fusil de francotirador, una ametralladora ligera Browning M1919A6 y una bazuca.  
1.3. Asalto nocturno 
Ha llegado la noche, y el capitán Foley planea en su tienda de campaña un nuevo asalto a las líneas alemanas, con objeto de rescatar una patrulla que ha sido recientemente capturada en un pueblo cercano. Pero todo se complica nada más empezar: un explorador es herido en una emboscada y el sargento Moody corre a rescatarlo. Toda la compañía debe dar apoyo de fuego y evitar que tanto el sargento como el herido perezcan en el combate. Luego el escuadrón debe avanzar hasta una aldea donde supuestamente están algunos compañeros desaparecidos, pero el factor sorpresa no funcionará, gracias al aviso de un motociclista que escapó del bosque en el último momento. 
Una vez que se encuentran los compañeros en cautiverio, el grupo avanza hasta una granja, donde se elimina la resistencia y se realiza un asalto sobre un convoy alemán.
1.4. La toma de Foy 
La escuadra deberá adentrarse desde el bosque en el pequeño pueblo de Foy, donde los alemanes los superan en número y además cuentan con nidos de ametralladoras, lanzacohetes Panzerschreck y cañones de 88 mm para aniquilar los pocos Sherman que los apoyan. El primer paso es atravesar las líneas enemigas hasta la iglesia, subir a lo más alto de la torre y desde allí eliminar con un fusil de francotirador a todos los soldados que llevan lanzacohetes, asegurando la continuidad de los Sherman en la batalla. Se continúa el avance por un puente fuertemente protegido hasta una granja donde se atrinchera el último bastión de Foy.
1.5. La última marcha 
Aún queda un obstáculo en el camino de los Aliados hacia Alemania, y su nombre es Noville. Como de costumbre, el pueblo estará atestado de infantería, con apoyo de tanques y semiorugas, el objetivo es proporcionar fuego de cobertura y eliminar así, paso a paso, la resistencia alemana.
1.5.1. La casa solariega 
Cuando la compañía llega al último bastión alemán en el pueblo, debe eliminar por completo la resistencia. Pero cuando esto sucede la compañía se encuentra rodeada de enemigos, y ahora debe defender la casa solariega de un cruento ataque de infantería, tanques Panzer IV y semiorugas SdKfz 250.

### 2. El Real Ejército Británico
2.1. Sobrevolando Holanda 
Año 1941. Los británicos, luego de hacer retroceder al enemigo de Inglaterra, comienzan a contraatacar, esta vez sobre las tropas alemanas que ocupan Holanda, mediante bombardeos aéreos o campañas de sabotaje apoyados por la resistencia local. Todo comienza con un escuadrón de bombarderos B-17 que sobrevuela los Países Bajos, los cuales han sido entregados a la RAF para realizar operaciones de prueba, escoltados por un escuadrón de cazas Spitfire. Luego de superar las partes más críticas de la artillería antiaérea alemana y del ataque de sus aviones, se realiza el bombardeo, pero el avión es derribado, y el soldado Doyle logra saltar a tiempo de ver explotar su B-17.
2.2. Tras las líneas enemigas 
Doyle cae en un bosque de noche. Su paracaídas termina enredado en las ramas de un árbol, y una patrulla nazi se acerca, pero la intervención del Mayor Ingram y un grupo de la resistencia holandesa le salva la vida, ahora Doyle se une a este grupo bajo las órdenes de Ingram. El grupo se dirige a un búnker ubicado en las cercanías del ferrocarril. Luego de una pequeña escaramuza, Doyle debe preparar las cargas para volar el puente del ferrocarril. Cuando el tren, que transportaba varios Panzer IV vuela en pedazos y cae hacia el río es hora de avanzar rápido eliminando a todos los alemanes en el camino. El Mayor Ingram va acompañado de resistentes holandeses: Van Dyke, De Leeuw, Smits, Janssen, Goriss y Van de Berg (encargado de los explosivos, que muere antes de plantarlos en el puente).

2.3. El fuerte de Sicilia 
Ha pasado algún tiempo y ahora Doyle es una gente del SAS. Ahora bajo las órdenes de Ingram, deben inutilizar unos cañones costeros que impiden el desembarco aliado. La artillería se encuentra en una fortaleza casi inexpugnable, y para llegar a ella él su grupo deben atravesar varios puestos de vigía, incluyendo el faro local, que debe ser destruido para distraer la atención de los vigías alemanes. Luego de destruir los tres cañones, el grupo debe atravesar todo un regimiento alemán que incluye un Panzer IV y varios camiones con soldados. Al terminar el recorrido, Doyle y el Mayor Ingram, quienes son los únicos sobrevivientes suben a una lancha torpedera alemana y logran escapar. Soldados que acompañan a Ingram y Doyle: Luyties, Moditch, Denny y Hoover. 

### 3. El Ejército Rojo soviético
3.1. Las trincheras de Kursk 
Expulsados del Volga y el Don, los alemanes lanzan una terrible ofensiva en los campos de Kursk, con la esperanza de recuperar la iniciativa en el frente oriental. Pero todo esfuerzo es imposible, por culpa de la interminable oleada de tropas soviéticas de refresco que acuden en ayuda de sus camaradas. 
Yuri Petrenko es uno de esos jóvenes reclutas recién salidos del cuartel, y debe defender las trincheras rusas en la última batalla por la Madre Patria, destruyendo varios tanques pesados Elefant y expulsando a los alemanes de un pueblo cercano. 

3.2. Asalto a Ponyri 
Inmediatamente termina su misión, Petrenko debe atravesar Ponyri, un pueblo situado al norte al que apodan "el Stalingrado de Kursk". Su objetivo es eliminar la encarnizada resistencia alemana edificio por edificio y llegar hasta el último bastión local, una pequeña fábrica de tractores.
3.3.Hacia Prokhorovka 
El Alto Mando «recompensa» la valentía del soldado Yuri asignándole a una división blindada, ante la escasez de tanquistas que padece el Ejército Rojo en ese momento. Al frente de una columna de tanques T-34/85, Petrenko debe abrirse paso a través de la campiña hacia el río Psel, donde le espera la aldea de Prokhorovka. En el camino aguarda una división entera de tanques e infantería con armas antitanque.
3.4. Afueras de Kharkov 
La misión, tomar un barrio dormitorio antes del asalto final al centro. Los alemanes tienen posicionados cañones antitanque en lugares estratégicos como sótanos o almacenes, y Yuri debe ocuparse de ellos. Finalmente la división llega a un pequeño patio donde los alemanes han establecido un pequeño fortín. 
3.5. Asalto a la Plaza Central de Kharkov 
A dos calles de alcanzar tu objetivo, el combate se recrudece. Ametralladoras portátiles, una MG42 fuera de alcance y soldados apostados tras las ventanas de los edificios o cualquier parapeto. Luego de atravesar ese infierno, el grupo llega a la plaza del Ayuntamiento, donde las cosas no son mejores. A pesar de contar todavía con todos los T-34/85, estos no pueden maniobrar por la plaza debido a los escombros. Ahora Yuri debe dar fuego de cobertura a un grupo de ingenieros para que dinamiten los escombros. Cuando finalmente la plaza está asegurada, un grupo de bombarderos Heinkel He-111 se acerca y Yuri debe derribarlos con un cañón antiaéreo.
3.6. La estación de tren 
El avance continúa, y luego de derrotar una pequeña guarnición de nazis, el Ejército Rojo llega a la estación de trenes. Los refuerzos están en camino, pero la estación comienza a convertirse en el peor enfrentamiento del Ejército Rojo, Yuri debe mantenerse alerta de no morir a manos de las mortales MG42, de los soldados enemigos, y de los semiorugas que llegan a la estación, y además debe destruir los 4 Tiger I que llegan a apoyar al ejército nazi, también debe refugiarse ya que cada cierto tiempo un bombardero en picado Stuka realiza un ataque aéreo sobre la estación.

## Multijugador

### Sistema de calificación
En Call of Duty: United Offensive se introduce un sistema de clasificación por el cual los jugadores ascienden de rango a medida que van aumentando su puntuación. Cada rango implica nuevas ventajas:
- Soldado raso: Ninguna
- Fusilero: granadas de mano y munición de pistola adicional.
- Líder de escuadrón: exploración con binoculares.
- Sargento de sección: cargas explosivas (los rangos inferiores también pueden usarlas, pero solo si las recogen de un soldado muerto).
- Sargento de pelotón: apoyo de artillería.

### Nuevos modos de multijugador
Call of Duty: United Offensive incluye tres nuevos modos de multijugador: Dominación, capturar la bandera y asalto a la base.
Dominación consiste en capturar todos los puntos del mapa y mantenerlos bajo el poder, como es típico en otros videojuegos como Mod Heat of Battle o cualquier entrega de Battlefield. Capturar la bandera consiste en robar la bandera enemiga de su base y trasladarla hasta la base aliada. Asalto a la base consiste en infiltrarse en la base enemiga y colocar un explosivo para destruirlas.

## Armas
Mientras algunas armas fueron tomadas del Call of Duty original, otras son nuevas o gozan de mejoras. Por ejemplo, el alcance del fusil de francotirador fue aumentado para abatir enemigos a mayor distancia. Las armas y vehículos añadidos en esta expansión son:
Estados Unidos
- Browning M1919A6 Calibre .30
- Bazuca M1A1
- Tanque medio M4A1
- Jeep Willys
- Bombardero B-17

Reino Unido
- Sten con silenciador
- Revólver Webley
- Tanque medio M4A1
- Jeep Willys

Rusia
- Tokarev SVT-40
- Tokarev TT-33
- Degtyarev-Pekhotny 28
- Mosin-Nagant con mira telescópica
- Cazatanques SU-152
- Tanque medio T-34
- Camioneta GAZ-67b

Alemania
- Gewehr 43
- MG34
- Panzerschreck

- Flammenwerfer 35
- Tanque pesado Elefant
- Tanque medio Panzer IV

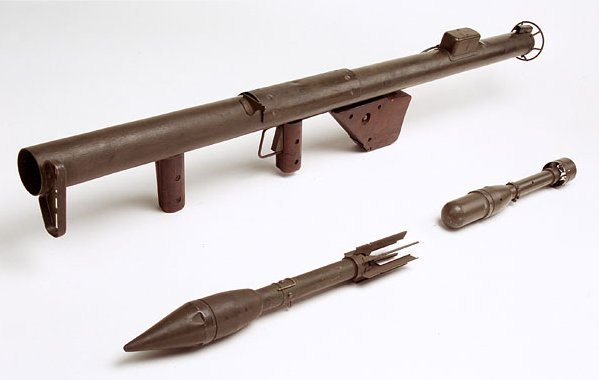
Una Bazuca y dos cohetes.

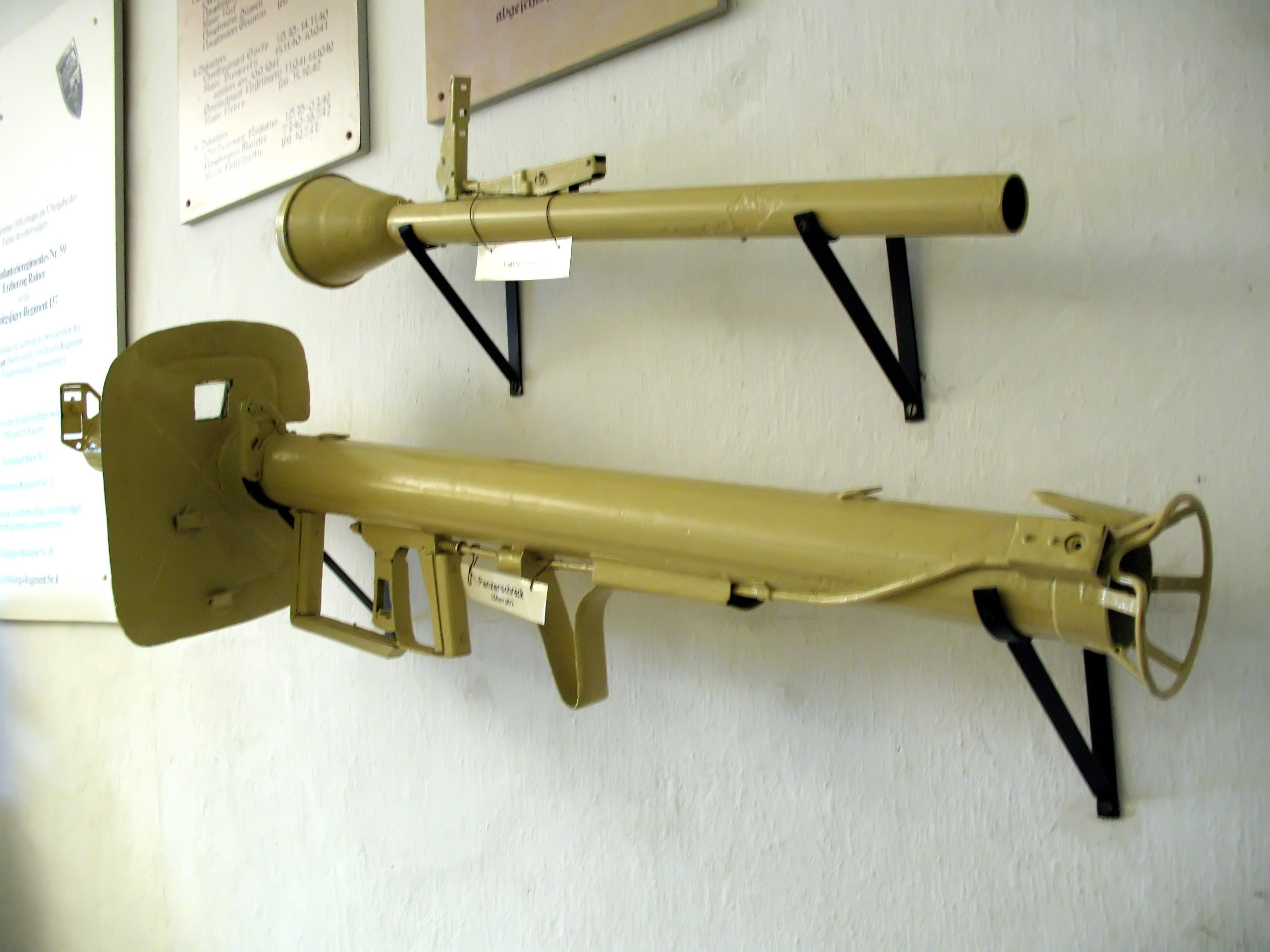
Un Panzerschreck, debajo de un Panzerfaust.

Además de estas armas, todos los bandos pueden utilizar cargas explosivas, bombarderos y granadas de humo en el modo multijugador.